# Glen Mills
Pour les articles homonymes, voir Mills.
Glen Mills est un entraîneur de sprinteurs jamaïcains, né le 14 août 1949 à Kingston. Il est actuellement l'entraîneur responsable de l'équipe olympique de la Jamaïque et est également l'entraîneur actuel des champions Usain Bolt, Yohan Blake et Warren Weir. Par le passé il a également entraîné Kim Collins, Dwain Chambers et Ray Stewart. Il officie au Racers Track Club de Kingston.
Il reçoit le trophée d'entraineur de l'année 2012 à l'issue d'une saison qui a vu Usain Bolt, l'athlète qu'il entraine, réaliser un nouveau triplé olympique.